# Caballero (rapper)
Artur Caballero Mañas Sentis (Barcelona, 22 november 1988), bekend als Caballero, is een Spaans-Belgische rapper en zanger. Hij woont in Brussel en maakt deel uit van de groep Les Corbeaux, het collectief Black Syndicat, en het duo Caballero & JeanJass samen met zijn vriend JeanJass, die eveneens een Belgische rapper is. Hij wordt gezien als een vertegenwoordiger van de nieuwe golf van Belgische rap in de jaren 2010, samen met artiesten als Hamza, Damso, Roméo Elvis en Shay. Aan Franse zijde is hij gelieerd aan het Parijse label Don Dada.
Sinds 2011 is hij actief als artiest en bracht hij drie soloprojecten uit: Laisse-moi faire (2011), Laisse-nous faire vol. 1 (2013) en Pont de la reine (2014), naast talrijke groepsprojecten. In 2013 bracht hij samen met Lomepal en producer Hologram Lo’ het project Le Singe fume sa cigarette uit. In dezelfde periode verscheen hij in de freestyle series van Grünt. In 2014 volgde de EP Fixpen Singe, in samenwerking met het duo Fixpen Sill, Lomepal en producer Meyso.
In samenwerking met JeanJass bracht hij vervolgens drie albums uit: Double Hélice (2016), Double Hélice 2 (2017) en Double Hélice 3 (2018). In 2020 verscheen de mixtape High & Fines Herbes, geïnspireerd op hun gelijknamige televisieprogramma.
In 2021 brachten Caballero en JeanJass elk een soloalbum uit in de vorm van een dubbelalbum getiteld Oso / Hat Trick, met respectievelijk 19 nummers van Caballero en 18 van JeanJass. Het project werd aangekondigd met verschillende solo-singles via hun YouTube-kanaal en viel op door de afwezigheid van gezamenlijke nummers.
Eind 2021 verscheen de EP Zushi Boyz, een gezamenlijk project met JeanJass, uitgebracht in een zeer beperkte oplage op vinyl. Deze EP had als doel terug te keren naar hun oorspronkelijke rapstijl, met onder andere samenwerkingen met Le Seize en Benjamin Epps.

## Biografie

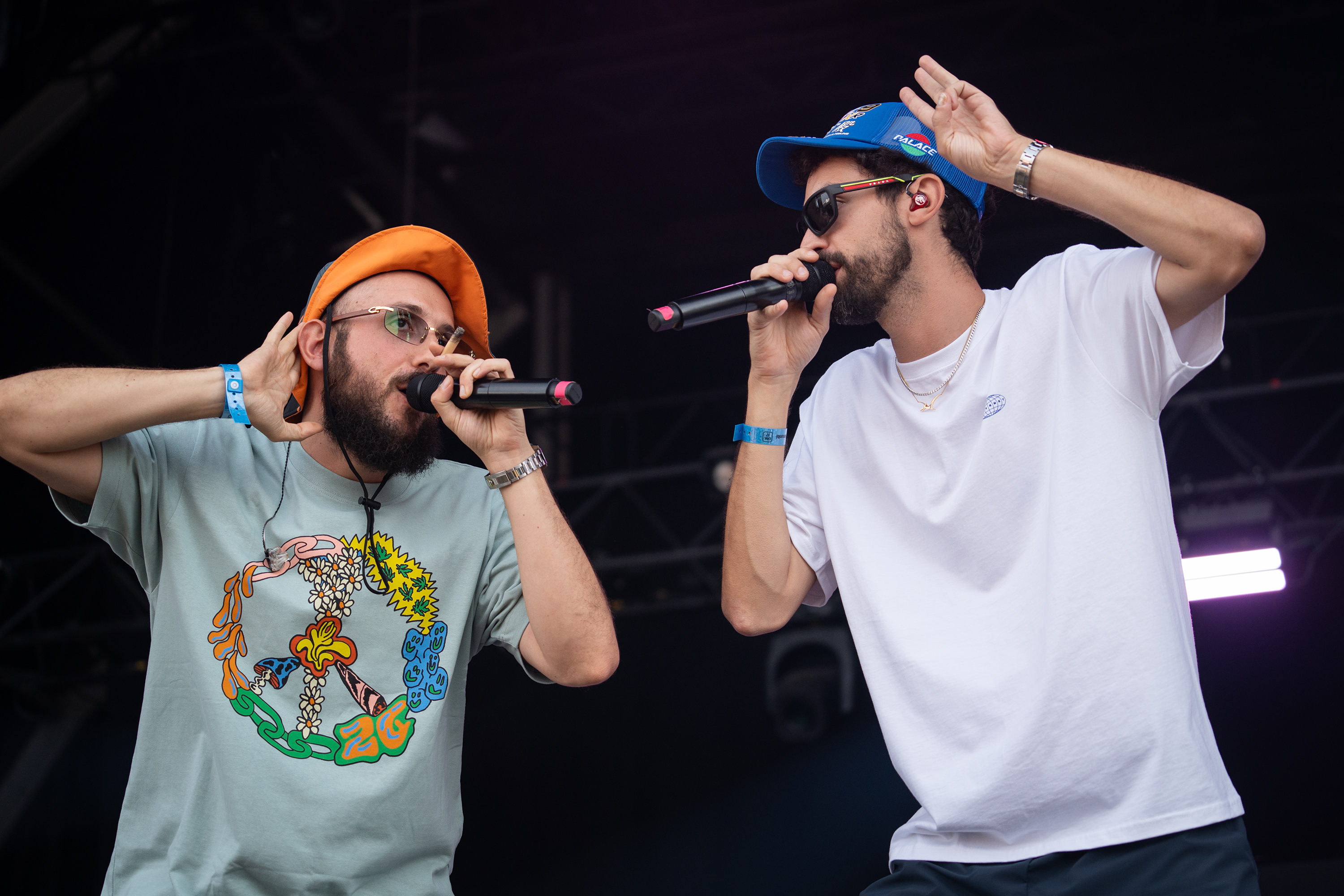
Caballero en JeanJass, Humanity Festival 2023.

Artur Caballero Mañas werd in 1988 geboren in Barcelona. Zijn artiestennaam, die ook zijn geboortenaam is, verwijst tevens naar het merk Ralph Lauren, waar hij een voorliefde voor heeft. Op jonge leeftijd verhuisde hij naar Brussel.

### Begin (2011-2014)
Zijn eerste project, Laisse-moi faire, verscheen in juni 2011. Het bevat acht nummers, geschreven door Caballero, waaronder Cannabis (met Ysha), Cette voix qui résonne (gebaseerd op de instrumentale versie van America Loves Gangsters van de CunninLynguists), en C'est du freestyle, waarin hij freestylet op de beat van Round Here van Memphis Bleek. In dit project toont hij zijn interesse in verschillende schrijf- en rijmtechnieken.
Enkele maanden later bracht hij zijn eerste videoclip uit, Freestyle de la cigarette fumante, wat het begin betekende van een reeks samenwerkingen in België, maar ook in Zwitserland en Frankrijk. Tijdens deze uitwisselingen ontmoette hij Lomepal, en uit hun samenwerking ontstond het duo-project Le Singe fume sa cigarette, geproduceerd door Hologram Lo'. De titel verwijst naar symbolen van beide artiesten: de aap als symbool voor Lomepal, en de sigaret als verwijzing naar Caballero’s eerder uitgebrachte freestyle.
In 2013 bracht hij het project Laisse-nous faire Vol. 1 uit, met gastbijdragen van onder anderen Alpha Wann, Lomepal en Doum's. Ook JeanJass verscheen hier voor het eerst aan zijn zijde, en zou al snel uitgroeien tot zijn vaste partner in tal van gezamenlijke projecten.
Op 22 april 2016 verscheen hun eerste gezamenlijke album, Double Hélice, gevolgd door Double Hélice 2 in 2017. Datzelfde jaar ontvingen ze samen de Octave voor "Urban Music" tijdens de Octaves de la musique 2017. Tijdens een concert in Brussel op 31 maart 2018 kondigden ze het derde deel van de reeks aan, dat op 1 juni 2018 zou verschijnen.

## Muziekstijl
Caballero verbergt zijn invloeden van over de Frans-Belgische grens niet. Hij werd onder andere beïnvloed door artiesten zoals Georgio, die hij in 2011 ontmoette, evenals Nekfeu en diens collectief L'Entourage, met leden als Fixpen Sill, Lomepal, Sneazzy, Deen Burbigo en Hologram Lo'. Ook Alpha Wann nodigde hem herhaaldelijk uit om samen op het podium te staan.
Deze invloeden zijn duidelijk hoorbaar in zijn producties, die afwisselen tussen moderne beats en klassieke boom-bap-stijlen uit de jaren 1990.
Zijn teksten spelen vaak met klanken en rijm, en worden gekenmerkt door een duidelijke aanwezigheid van humor, ook al beschouwen Caballero en JeanJass zichzelf niet als “grappenmakers” binnen de rapscene. Dit komt vooral tot uiting in de ego-trip-stijl die in veel van hun nummers terug te vinden is.
Toch bevat hun werk ook een serieuzere, nuchtere kant die doet denken aan de stijl van James Deano, al nemen ze zelf afstand van die vergelijking. Dit aspect komt onder meer naar voren in Caballero’s talrijke verwijzingen naar snel geld en merkkleding. In specifiek zijn Ralph Lauren polo's.

## Discografie

### Solo
Laisse-moi faire, ep, 2011, label: Don Dada
1. Laisse-moi faire
2. Côté obscur
3. Assassin
4. Constat et opinion
5. J'ai besoin
6. Cannabis feat. Ysha
7. Cette voix qui résonne
8. C'est du freestyle

Laisse Nous Faire, Vol. 1, Mixtape, 2013label: Blackared, Back in the Dayz
1. Aight (prod. Le Seize)
2. Foume ça (prod. Le Seize)
3. Flottements feat. Tonino (prod. ShunGu)
4. C'est Aussi Simple Que Ça (prod. Mani Deïz)
5. Inner Démons feat. Alpha Wann (prod. Le Seize)
6. Profondeurs feat. JeanJass (prod. JeanJass)
7. Medley Goku
8. Chiens Des Villes (prod. Jeanjass)
9. Viens Voir feat. Perso (prod. Turtle Master)
10. Discret Mais Efficace feat. Seven & Sima
11. Médaille D'or feat. Lomepal & Doums (prod. Tofaus)
12. Otaku feat. Neshga & Senamo (prod. Livio Cori)
13. Medley Vegeta
14. Mission Accomplie (prod. Eli Prod)
15. Sortez Couverts feat. Arabesk (prod. Livio Cori)
16. Patinoire feat. Sima
17. Téléportation feat. Les Corbeaux (Le Seize)
18. Mailles Du Filet feat. Lomepal (prod. Alpagino)
19. Il Suffit feat. Ysha & JeanJass
20. Baby Funk (prod. Dr. Blaster)
21. Bout Du Tunnel feat. JCR (prod. araabMUZIK)
22. Le Freestyle De La Cigarette Fumante (prod. 9th Wonder)
23. Qu'est-ce Que Tu Nous Proposes ? feat. JeanJass, Alpha Wann & Ysha (prod. JeanJass)

Le pont de la reine, ep, 2014 label: Pur Jus
1. Pont de la reine (prod. Le Seize)
2. Le plus fin (prod. JeanJass)
3. Ne m'en voulez pas (prod. Le Seize)
4. Mérité (prod. Le Seize, JeanJass)
5. Longue vie (prod. Le Seize)
6. Pas de refrain (prod. Le Seize)
7. Relax (prod. JeanJass)
8. Toute bonne chose (prod. JeanJass)
9. Magiciens (prod. Le Seize, JeanJass)
10. Le plus fin - Remix (prod. JeanJass)

Album, OSO, Album, 2021, label: Pharaon Blanc, Virgin Records Franc
1. Bethleem (prod. Dee Eye)
2. Arriba feat. PLK (prod. Dee Eye)
3. Altesse (prod. La Miellerie, Twxntytwo & Dee Eye)
4. Polaire (prod. Jeanjass)
5. Moi Maintenant (prod. Dee Eye & Nino Vella)
6. Drip Advisor (prod. Pierrari)
7. Blanco feat. Luv Resval (prod. Dee Eye)
8. 2.24.12 (prod. Benjay & Le Seize)
9. Haki (prod. Dee Eye)
10. Ya No Sé (prod. Ozhora Miyagi)
11. OSO (interlude) (prod. Caballero)
12. Bizarrement (prod. Pierrari)
13. Bécoter (prod. Eazy Dew & Dee Eye)
14. Para Siempre (prod. Ozhora Miyagi & Jules Fradet)
15. Plus que prévu (prod. Dee Eye)
16. Yin Yang (interlude) (prod. Caballero)
17. Dr. Vous Tous (prod. Twxntytwo)
18. Goût du beurre (prod. Dee Eye & JeanJass)
19. Différente (prod. Dee Eye & JeanJass)

OSITO, ep, 2022, label: Pharaon Blanc, Virgin Records France, Back in the Dayz
1. PARTIE I: BOULIMIQUE (prod. Jeanjass & Dee Eye)
2. PARTIE II: TIME CRISIS (prod. Jeanjass & Dee Eye)
3. PARTIE III: ÉNERGUMÈNE (prod. Dee Eye)
4. PARTIE IV: PHALANGES BLEUTÉES (prod. Jeanjass & Dee Eye)
5. PARTIE V: TOURNESOLS (prod. Eskondo)
6. Robot (prod. Jeanjass)
7. Imagine ce son en concert (prod. Dee Eye)

Dose héroïque, Album, 2024, label: Pharaon Blanc
1. VG&DV (prod. Agusta)
2. Les géants (prod. Dee Eye & JeanJass)
3. 7YEAH (un tel miracle) (prod. Dee Eye & JeanJass)
4. Plus belle vue (prod. Jeanjass)
5. Pas dit feat. Benjamin Vndredi (prod. Dee Eye)
6. Populaire (prod. Dee Eye & TCHICK)
7. 50¢ feat. Dinos (prod. JeanJass)
8. El polló (prod. Agusta)
9. HÉROÏQUE (prod. Dee Eye & JeanJass)
10. Le genre de truc qui reste à Vegas feat. EDGE (prod. Twenty Two, Jbyss & JeanJass)
11. Vernissage feat. Lesram (prod. Eskondo & Dee Eye)
12. Rose orangé (prod. Agusta)

### Met Lomepal & Hologram Lo'
Le Singe Fume Sa Cigarette, 2013, label: Blackared
1. Fumer Tue (Intro)
2. Au Jour Le Jour
3. La Vague
4. Les Loups (Interlude)
5. Tu Sais Très Bien
6. Sur Mes Pas
7. L'horloge
8. Mon Clan
9. Le Singe Fume Sa Cigarette (feat. Nekfeu, Alpha Wann, JeanJass, Walter, Kéroué, Seven, Ysha & Senamo)
10. Ma Réussite

Fixpen Singe, 2014
1. Deadline (prod. Meyso)
2. La paire (prod. Vidji)
3. Dis merci (prod. Le Seize)
4. Bio parade (Interlude)
5. Hybride (prod. Vidji)
6. La tension (prod. Meyso)

### MetJeanJass
Double Hélice, 2016, label: Back in the Dayz
1. Repeat (Prod by. BBL)
2. Yessaï - Sur la carte (Prod by. Mowley)
3. Double Hélice (Prod by. Le Seize & Jeanjass)
4. Verygolo (Prod by. JeanJass)
5. Rien de grave (Prod by. Le Seize)
6. Elle me veut (Prod by. AAyhasis)
7. Merci Beaucoup (Prod by. Hugz Hefner)
8. Oh Merde (Prod by. JeanJass)
9. Motivé (Prod by. Nacho La Flemme)
10. Pharaon blanc (Prod by. Hugz Hefner)

Double Hélice 2, 2017, label: Back in the Dayz
1. Sur Mon Nom (Prod by. Eazy Dew)
2. Rvre (Prod by. Eazy Dew)
3. Bonnes fréquentations (Prod by. Mowley)
4. Match retour (Prod by. Ozhora Miyagi)
5. TMTC (Prod by. BBL)
6. La base (Prod by. Dark Factory)
7. Vrai ou faux feat. Roméo Elvis (Prod by. Hugz Hefner)
8. Un endroit sûr (Prod by. Hamstergramm)
9. FDP (Prod by. JeanJass)
10. SVP (Prod by. JeanJass)
11. Ma Story feat. Angèle (Prod by. BBL)
12. Pour ça feat. Seven (Prod by. BAXXXTER)
13. Voler (Prod by. Eazy Dew)
14. Soin (Prod by. FREAKEY!)
15. El Gordo Guapo (Prod by. Brave Beat)
16. On est haut (Prod by. BBL)

Double Hélice 3, 2018, label: Double Hélice, Barclay
1. Forcing
2. Le monde a changé
3. Incroyaux (feat. Roméo Elvis)
4. Clonez-moi
5. A2
6. Californie
7. ALZ (feat. Sofiane)
8. Pepsi
9. Toujours les mêmes (feat. Krisy)
10. Dégueulasse
11. Bae (feat. Hamza)
12. Bonne chance
13. La lettre - pt. 2

High & Fines Herbes, 2020. label: Double Hélice, Back in the Dayz
1. Intro
2. Il fait beau
3. Un Cadeau (feat. Roméo Elvis & Slimka)
4. Sonic (feat. Luv Resval)
5. La teuf (feat. Di-Meh)
6. Tout s'arrête (feat. ICO)
7. Flash (feat. Alkpote)
8. Vie ordinaire (feat. Oxmo Puccino & Swing)
9. Yellow (feat. Rim'K)
10. Fons (feat. Mister V)
11. Skit-Eulz
12. Profondeurs Part II
13. De loin (feat. Chilla)
14. Bigflo & Oli (feat. Bigflo & Oli)
15. Demain
16. Boozillé (feat. Lorenzo)
17. Nouveau plan (feat. Shayfeen & Madd)
18. Quand même (feat. Isha)
19. La cause (feat. Roi Heenok)
20. Chargeur (feat. Lefa)
21. OkOk (feat. Youv Dee)
22. Paf le chien (feat. Senamo)
23. Brillant (feat. Lomepal)
24. Longue journée
25. La famille Adam (feat. Vladimir Cauchemar)

Zushiboyz, volume 1, 2021, label: Back in the Dayz
1. Intro
2. Gambinos (feat. Isha)
3. Top Shelf
4. Nouveau QB (feat. Alkpote)
5. Chant du cygne (feat. Rizla & Seyté)
6. Je paye pas ça
7. Adriano (feat. Limsa d'Aulnay)
8. Omelettes (feat. Benjamin Epps)
9. Chats sauvages

Zushiboyz, volume 2, 2022, label: Back in the Dayz
1. Bus à deux étages
2. Dans le miroir
3. Dark Maul (feat. Luv Resval)
4. Voir sa colonne (solo Caballero)
5. Les frères Splash
6. Dame Dash (solo JeanJass)
7. American Pie (feat. Jason Voriz & Seth Gueko)
8. Cocaïne rose

High & Fines Herbes La Mixtape - Volume 2, 2023, label: Double Hélice
1. Zumba
2. Donut (feat. Rim'K & Soso Maness)
3. Béatrice (feat. So La Lune)
4. Skit Paolo Mirabelli (feat. Paul Mirabel)
5. Tornado (feat. Enima & Limsa d'Aulnay)
6. NEW (feat. Le Juiice)
7. Type Plante (feat. Savage Toddy)
8. Donne du love
9. Skit Jimmy The Loutre (feat. Jimmy La Loutre & Arthur Qwest)
10. La vie en vert (feat. Jok'Air & Sopico)
11. Monster (feat. Rowjay)
12. BIP (feat. ElGrandeToto)
13. Un bon jour (feat. thaHomey)
14. Le générique

High & Fines Herbes - Édition 420, 2023, Réédition de High & Fines Herbes La Mixtape - Volume 2
1. Très à propos (feat. H JeuneCrack)
2. Tchernobyl (feat. Kaaris)
3. Mon dos (feat. HD La Relève & Yanso)
4. Pièces manquantes (feat. Zamdane)
5. Marche C (feat. NeS & Yvnnis)
6. Abso skit (feat. Absolem)
7. Purosangue (feat. Niro)
8. Rouleur personnel

Zushiboyz, volume 3, 2024, label: Back in the Dayz
1. Le pélican
2. Que nenni
3. Ronflex
4. Photo dump
5. Albert Hofmann
6. Aïoli
7. 130 tonnes
8. Tutti-frutti

Zushiboyz, volume 4, 2024, label: Back in the Dayz
1. Le pélican
2. WeTransfer
3. L'enfer sur terre
4. Île flottante
5. Magnotta
6. Le temps d'aimer (feat. Mike Shabb)
7. Lundi de Pâques (feat. Limsa d'Aulnay & Isha)
8. Scie à métaux
9. Varsity (feat. Jungle Jack)
10. Granini 1L (feat. Kéroué)
11. Léna & Seb
12. Sombrero
13. Spalding

### Singles
- 2013: 5H Chrono
- 2014: Mr. No
- 2014: J'ai l'habitude
- 2014: C'que j'veux
- 2015: BCN (feat. Sima, Ysha, FLO & Senamo)
- 2016: Pharaon Blanc
- 2016: Repeat (met JeanJass )
- 2016: Yessaï (Sur la carte) (met JeanJass)
- 2016: Merci Beaucoup (met JeanJass)
- 2016: Les yeux fermés (met Lomepal & JeanJass)
- 2017: Sur mon nom(met JeanJass)
- 2017: On est haut (met JeanJass)
- 2018: Chef (met JeanJass)
- 2018: Tu connais pas(met JeanJass)
- 2018: Toujours les mêmes(met JeanJass feat. Krisy )
- 2019: Clonez-moi(met JeanJass)
- 2019: Dégueulasse(met JeanJass)
- 2019: L'Amérique(met JeanJass)
- 2019: La paire(met JeanJass)
- 2019: Challenge (met JeanJass)
- 2020: Un Cadeau(met JeanJass feat. Roméo Elvis, Slimka )
- 2020: Demain(met JeanJass)
- 2021: Polaire
- 2021: Bethleem
- 2021: Goût du beurre
- 2021: 2x GOAT (met JeanJass)
- 2021: Smaak van boter (met Luv Resval )
- 2022: OSITO (tracks 1 tot en met 5 van de gelijknamige EP)
- 2022: Tsjernobyl (met JeanJass feat. Kaaris )
- 2024: Rose orangé

- La Pointeuse (feat. Neshga, single van La Smala )
- Vieux tabac (op Seyté's Premier jet mixtape)
- Apocalyptique(met K-otic, op de mixtape On est là là, Vol. 3 van La Smala)
- 160 rimes(met Seven, Gzo, Wankey, Django-R en Azzili Kakma, op Exodarap's album Exodarap LP )
- Des claques (op Patee Gee's album Douze )
- Le blues (met Ysha, op het album J'entends dire van Rizla)
- Fait maison (feat. Alpha Wann, Georgio & Mothas la Mascarade, op het album 22h-06h van Walter en Lomepal )

2013:
- Chicken wings(feat. RAF, op het album La boîte de chocolats van FLO)
- On reste au chaud(feat. Neshga, Keroué, L'Essayiste, Lomepal, Ysha & Mothas La Mascarade, op het album Poudre aux yeux van La Smala)
- Nouvelle donne(feat. JeanJass & Seven, op Senamo's album Des lendemains sans nuages )
- La fête est finie (met Alpha Wann, Lomepal, Georgio, JeanJass, Sheldon , enz., op de mixtape La Folie des Glandeurs van 2Fingz)
- La limite(met JeanJass, Seven, El Martino, Loo-MC, Max Sens , enz., op Tonino's EP The Skies in Front of the Holes )
- Vice City (met Lomepal, op het album Language Coded van Just Tise League)
- Los pistoleros de la noche (Alpha Wann-single)

- Pour pas que BX m'oublie(op de mixtape A ciel ouvert van Seyté & El Chileno)
- Qu'est c'que tu dis d'ça (feat. JeanJass, Tonino & Seyté, op het album Rudimentaire van JCR)
- Vivre en Enfer(met JeanJass, Raf & Seyté, op Phalo Pantoja's album The Butcher Boy )
- Bohemian Grove (feat. Furio, Sima, Senamo, Primero, Walter & RNS, op de mixtape Lignes de Fuit van NEM)
- Derrière les masques (feat. JeanJass & Seven, op de mixtape Ces Gars: Derrière les masques van Ysha)

2015:
- Ninja Quest (single van Furio)
- Avant que l'Aube se lève (JCR Single)
- Barcelone (op het album Alph Lauren 2 van Alpha Wann)
- Douce nuit (op Neshga's album Train de vie )
- F.F.F (single van Alpha Wann)
- Merveilles (op het album Visions of Veerus)
- N'importe quoi(op Di-Meh 's EP Between Rap and Real Life )
- Dans les étoiles (op Lomepal's Majesté mixtape)
- Doucement gamin !(op Jekhyl's album Jekhyl O'Neal )
- Caballero – Mind Breaks (op Eskondo's Mind Breaks mixtape)
- Avant que la comète passe (van Sheldon's Fetish album)
- Traigo Mas (single van Juli Giuliani)
- La bonne carte(met M-Atom, op het album Entre parenthèses van Sentin'L)
- Ca sert à quoi ? (op het album Entre haakjes van Sentin'L)
- Toute ressemblance est fortuite(feat. Le Seize, op de mixtape Les Moyens du Bordel van Fakir)
- Pensées obscures(op het album Grievances of a Feather van Mistral)

2016:
- Chill & Ride (met JeanJass, op Seven's Double Infin mixtape)
- Freestyle All Shart 2 (feat. Roméo Elvis, Di-Meh, JeanJass, James Deano, Lacraps , enz., op de mixtape Trois fois rien van Senamo, Seyté & Mani Deïz)
- Bruxelles arrive (Single van Roméo Elvis)
- Pendejo (feat. Sima, op Seven's mixtape uit 2032 )

2017:
- Coloris (met Hamza, op Isha 's single)
- Coupe le son(feat. Makala, op het album Grand cru van Deen Burbigo )
- Unique (op Meyso's Update mixtape)
- Partis de rien(Senamo single)
- Ça compte pas (op Lomepal's album Flip )
- Parle pas trop(feat. Doums & Alpha Wann, op de mixtape God bless Supersound, seizoen 3 van Sneazzy )
- Aïe aïe aïe(met JeanJass, op Fixpen Sill's mixtape A4637 )
- Vous m'aurez pas (met JeanJass, op de soundtrack geïnspireerd door de film Killers )
- Par ici la monnaie (Yanso Single)
- Cool Kids (met JeanJass feat. Alex Lucas & Anser, op Todiefor's Cool Kids EP )
- Ninjas et gargouilles(met JeanJass, op het album Les marches de l'empereur (Saison 3) van Alkpote )

2018:
- Tosma (met JeanJass, op de mixtape La vie augment, Vol. 2 van Isha)
- Jacques Chirac 2.0 (met Veust & Infinit', op het album Iceberg Slim van Veerus)
- Forêts(met JeanJass feat. Ogee Rodman, op de mixtape Yes (everything, everything, everything, everything) van Yes Mccan )
- Clark Kent (met JeanJass, op de mixtape My Version of the Facts van Infinit)
- CQJVD (met JeanJass, op de mixtape Soufflette van Obia le Chef)

2019:
- Siri 2 (met JeanJass op Ico's Capsule- album)
- Honey Henny (met JeanJass, op Di-Meh's mixtape Fake Love )
- O&S (met JeanJass, op Lefa 's album Fame )
- Les heures (met JeanJass feat. Senamo, op FLO's Navigue mixtape)
- D.M.T (met JeanJass, op de mixtape La Saison de Veust: Chapitre Printemps de Veust)
- Qu'est c'que tu dis d'ça ? (met JeanJass feat. Tonino & Seyté, op NEM's Rudimentaire mixtape)
- Sociale club (met JeanJass, op het album La nuit du réveil van Oxmo Puccino )
- Montfermeil (op het album Amina van Lomepal)
- La famille Adam (met JeanJass, single van Vladimir Cauchemar )

2020:
- Poumon d'or (met JeanJass, op Senamo's album Melon Soda )

2021:
- Regarde (op Venlo's album N )
- L'Italien(met JeanJass, op het album Sunset 2000 van Dee Eye)
- Banana (feat. Zwangere Guy & Roméo Elvis, op het album Avant la nuit van L'Or du Commun )
- Owaw (feat. Geeeko, single van La Miellerie)
- 10K (op het album Poème Poison van M le Maudit)
- Païens (met JeanJass, op de mixtape ALL STAR GAME - Flying Sharks van Mani Deïz)

2022:
- Nota Bene (met JeanJass, op het album Post Scriptum van Veerus)
- Meilleur karaté (met JeanJass, op Isha's album Labrador bleu )
- Pompe à essence (met JeanJass, op het album Gaz120 van Gaz120)
- Felice (op Keroué's EP Eckmühl )
- Jeff Panacloc (met JeanJass, op het album Latin Quarter, Pt. 1 van Akhenaton & Nicholas Craven)
- Veuve Clicquot (op Di-Meh's album OV3 )
- Byzance (met JeanJass, op het album Mange tes morts van Seth Gueko )
- TU VAS RIEN FAIRE(op het album Résilience van Lord Gasmique)

2023:
- Cendres et poussières (met JeanJass, op Alkpote's LSDC -album)
- Grand Méchant Loup / Serre Les Dents(op Absolem's Silver Bullet album)
- Pas ma faute (op het album Les Galeries de Roméo Elvis)